# Nanumanga
Nanumanga is een eiland in de Grote Oceaan en maakt deel uit van de staat Tuvalu. Het eiland telt zo'n 600 inwoners, en is een van de negen "eilanden" (zes ervan zijn in werkelijkheid geen eilanden, maar atollen) die als directe administratieve onderverdelingen van Tuvalu fungeren. Nanumanga is gelegen in het noordwesten van het land, ten zuiden van Nanumea en ten westen van Niutao.
Nanumanga dreigt net als de andere eilanden van de archipel geheel onder het waterpeil te verdwijnen als gevolg van de opwarming van de aarde. In het noorden van het eiland ontdekten duikers in 1986 40 meter onder water grotten waarin aanwijzingen werden gevonden voor menselijke aanwezigheid 7000 jaar geleden.

## Geografie
Nanumanga is geen echt atol, maar is van vulkanische origine. Het eiland meet 1,5 km in de breedte en 3 km in de lengte, en telt drie lagunes. De noordelijke kaap van het eiland heet Te Kaupapa, de zuidelijke Te Papa.

### Dorpen
Er zijn een tweetal dorpen op Nanumanga: aan de westkust ligt de voornaamste wooncluster, die bestaat uit de dicht tegen elkaar liggende dorpjes Tonga (308 inwoners), Tokelau (281 inwoners), en Lemuli (soms spreekt men hier van drie districten). Het veel kleinere Matematefaga, dat niet door alle bronnen wordt vermeld, bevindt zich aan de oostelijke oever van de Vaiatoalagune. In de westelijke woonkern is een ziekenhuis, kerk, maneapa (traditioneel Tuvaluaans ontmoetingshuis, hier Faihouloto Ahiga geheten), waterbron of -put, postkantoor, school, en het eilandraadgebouw. De meeste van deze faciliteiten worden als een ensemble social area genoemd, en de particuliere woningen zijn rondom dit centraal gebied gebouwd.

### Lagunes
In de grootste lagune — de Vaiatoalagune — bevinden zich vier kleinere eilandjes en groeien veel mangroven, vooral aan de zuidrand. Een stenen pad kruist het mangrovenwoud in de zuidrand van de lagune en verbindt op die manier Tonga met Matematefaga aan de overzijde. De twee heel kleine lagunes ten zuiden van de Vaiatoalagune heten Loto'aiga en Haapai.

## Sport
Nanumanga heeft één voetbalteam, FC Nanumaga. De club wordt ook Hapai United genoemd.
Eilanden:
Nanumanga ·
Niulakita ·
Niutao
Atollen:
Funafuti ·
Nanumea ·
Nui ·
Nukufetau ·
Nukulaelae ·
Vaitupu